# Hoofdstelling
Een hoofdstelling is een stelling, die een centrale rol speelt in een bepaald deel van de wiskunde.
Bekende voorbeelden zijn:
- de hoofdstelling van de integraalrekening, die zegt dat integreren en differentiëren elkaars tegengestelde bewerking zijn,
- de hoofdstelling van de rekenkunde: Ieder geheel getal is op precies één manier in priemgetallen te ontbinden en
- de hoofdstelling van de algebra: Iedere polynoom heeft in het complexe vlak in ieder geval één nulpunt.